# Roberta Metsola
Roberta Metsola Tedesco Triccas (ur. 18 stycznia 1979 w St. Julian’s) – maltańska polityk i prawniczka, posłanka do Parlamentu Europejskiego VII, VIII, IX i X kadencji (od 2013), wiceprzewodnicząca PE IX kadencji (2020–2022), przewodnicząca Europarlamentu IX i X kadencji (od 2022).

## Życiorys
Z wykształcenia prawniczka, absolwentka Uniwersytetu Maltańskiego. W latach 2002–2003 była sekretarzem generalnym stowarzyszenia European Democrat Students. Specjalizowała się w zakresie prawa europejskiego. Po akcesji Malty do Unii Europejskiej podjęła pracę w stałym przedstawicielstwie jako specjalista ds. prawnych.
W wyborach w 2009 z listy Partii Narodowej kandydowała do Parlamentu Europejskiego. Mandat eurodeputowanej objęła 25 kwietnia 2013 w wyniku wyborów uzupełniających, zastępując Simona Busuttila. Przystąpiła do grupy Europejskiej Partii Ludowej. W 2014 i 2019 była wybierana do PE na kolejne kadencje. W listopadzie 2020 wybrana na wiceprzewodniczącą tej instytucji. 11 stycznia 2022 po śmierci Davida Sassolego tymczasowo objęła kierownictwo nad Parlamentem Europejskim, a 18 stycznia tegoż roku została wybrana na przewodniczącą (otrzymała 458 głosów na 690 oddanych).
W 2024 z powodzeniem ubiegała się o reelekcję w kolejnych wyborach europejskich. 16 lipca 2024 została wybrana na przewodniczącą Parlamentu Europejskiego X kadencji.

## Poglądy
W działalności publicznej deklarowała się jako przeciwniczka aborcji, głosowała przeciwko rezolucjom PE wzywającym do rozszerzenia dostępu do aborcji. Opowiedziała się natomiast za rezolucją wzywającą KE do rozszerzenia działań antydyskryminacyjnych ze względu na orientację seksualną, z ramienia EPP koordynowała prace nad tym dokumentem PE.

## Życie prywatne
Jej mąż Ukko Metsola jest Finem; mają czterech synów.

## Odznaczenia i wyróżnienia
- Order „Za zasługi” I klasy – Ukraina, 2022[15]
- Order Księżnej Olgi I klasy – Ukraina, 2022[16]
- Krzyż Dobrosąsiedztwa – Zjednoczony Gabinet Przejściowy Białorusi, 2023[17]
- Krzyż Wielki Orderu Wielkiego Księcia Giedymina – Litwa, 2024[18]
- Krzyż Komandorski I Klasy Odznaki Honorowej za Zasługi dla Republiki Austrii – Austria, 2024[19]
- Tytuł doktora honoris causa Politechniki Łódzkiej – 2025[20]